# Ars Combinatoria
Ars Combinatoria, sous-titrée a Canadian Journal of Combinatorics est une revue mathématique trimestrielle à évaluation par les pairs qui publie des articles en combinatoire. Elle est éditée à Winnipeg (Manitoba), au Canada.

## Thèmes
Ars Combinatoria publie des articles dans tous les domaines de mathématiques combinatoires, y compris la théorie des graphes, la théorie du design, la combinatoire extrémale, l'énumération, la combinatoire algébrique, l'optimisation combinatoire, la théorie de Ramsey, les groupes d'automorphismes, la théorie du codage, les géométries finies, la théorie des graphes chimiques, ainsi que dans les domaines étroitement liés de la théorie des nombres et de la géométrie classique (par exemple, les pavages ou les polyèdres).

## Historique
La revue commence à paraître en juin 1976 ; elle publie d'abord deux volumes par an, datés de juin et décembre. À partir de 1995, elle passe à trois volumes, en 2000 à quatre volumes annuels. La revue est publiée par le Charles Babbage Research Centre (en) de Winnipeg.
La liste des tables de matières depuis le volume 40(1995) est disponible sur le site, et sur DBLP. Les articles sont en libre accès trois ans après leur parution à partir du volume 114 (avril 2014) à l'exception du volume 122. Le journal est indexé par MathSciNet et Zentralblatt MATH. En 2018, son facteur d'impact est 0,2565.

## Politique de publication
Le site du journal indique un délai important (de trois ans) avant la soumission d'un article et son éventuelle acceptation ; il recommandé de privilégier une autre revue publiée par le même institut, le Journal of Combinatorial Mathematics and Combinatorial Computing.
Le journal applique un politique de publication prioritaire pour des articles dont les auteurs paient des frais de publications (actuellement, en 2020, de 80 dollars par page). Les articles ainsi financés sont placés dans une file d'attente spéciale et paraissent dans le prochain numéro de la revue. Les autres viennent s'ajouter dans leur ordre usuel ; les articles prioritaires prioritaires s'ajoutent au volume courant qui voit sa taille augmenter.

## Articles liés
- Liste des journaux scientifiques en mathématiques